# ۱۱ شوال
۱۱ شوال، یازدهمین روز از ماه شوال در تقویم هجری قمری است.
در تقویم هجری قمری قراردادی این روزدویست و هفتاد و هفتمین روز سال است.

## زادگان
- ۶۰۹ - مستعصم آخرین خلیفهٔ عباسی در بغداد

## درگذشتگان
- ۳۶۵ - منصور یکم سامانی از امیران سامانی